# Лжепророки аутизма
Лжепророки аутизма (англ. Autism's False Prophets: Bad Science, Risky Medicine, and the Search for a Cure) — изданная в 2008 году книга Пола Оффита, эксперта по вакцинам и главы инфекционного отделения детского госпиталя Филадельфии. Автор расследует и подвергает критическому разбору скандальную гипотезу о якобы существующей связи аутизма с вакцинацией детей.

## Содержание
Оффит описывает, чем были вызваны первые заявления о связи MMR-вакцины и компонента других вакцин тиомерсала с аутизмом, как развивались события дальше, а также последующие научные исследования, не подтвердившие связь вакцинации с расстройством.

## Реакция
Книга вызвала внимание к личности Оффита, ей отводилась большая роль в публикациях Newsweek и The Philadelphia Inquirer. New York Post дал позитивную оценку работе автора: «Возможно, самый смелый и первоклассный специалист по вакцинам в США, Оффит вынужден опасаться за свою жизнь и жизнь своих близких». The Wall Street Journal отозвалась о книге как о «бесценной хронике, раскрывающей некоторые из того множества методов, с помощью которых эксплуатируется уязвимость родителей, тревожащихся за своих детей».